# Motobloc Type K
Der Motobloc Type K ist ein Pkw-Modell der 1900er Jahre. Hersteller war Motobloc im französischen Bordeaux.

## Beschreibung
Das Modell wurde von 1906 bis 1909 hergestellt.
Es hat einen selbst entwickelten Vierzylinder-Reihenmotor. Das Schwungrad befindet sich zwischen den beiden Zylinderpaaren. Bohrung und Hub betragen jeweils 120 mm. Das ergibt 5429 cm³ Hubraum. Das Fahrzeug wurde auch 20/30 CV und 24/30 CV genannt. Die Motorleistung wird über ein Vierganggetriebe und Ketten an die Hinterräder übertragen.
Der Type I/J aus der Zeit von 1908 bis 1909 hat einen Motor gleicher Größe. Der Zweizylindermotor des Type L von 1906 hat dieselben Zylinderabmessungen.
Charles Godard nahm 1908 mit einem Fahrzeug dieses Typs am Rennen New York–Paris 1908 teil. Er war als Doppelphaeton karossiert.